# Clarksburg (Ohio)
Clarksburg – wieś w USA, w stanie Ohio, w hrabstwie Ross.
Liczba mieszkańców w 2000 roku wynosiła 516.